# Molécule (musicien)
Pour les articles homonymes, voir Molécule (homonymie).
Molécule, nom de scène de Romain De La Haye, est un musicien électronique français. Il a été surnommé "le pionnier de la musique électronique nomade" pour ses expéditions de field recording dans des endroits tels que l'Océan Atlantique, le cercle arctique ou encore les plages du Portugal afin d'enregistrer les bruits ambiants pour ses albums.

## Biographie
Romain De La Haye naît en 1979 à Grenoble. Il sort son premier album, In Dub V1.0, en 2006 pendant ses études de sociologie et de psychologie. Il abandonne celles-ci en 2010 pour se consacrer entièrement à la musique.
C'est en 2015 qu’il sort 60° 43' Nord, après un séjour sur un chalutier dans l’Atlantique Nord suivi de -22.7°C à la suite d'une expédition au Groenland en 2018. Un documentaire, une expérience de réalité virtuelle et une version 360° sont aussi produits autour de -22.7°C.
Dans son EP Nazaré sorti en 2020 sur Ed Banger, Molécule affronte l'immensité des vagues du Portugal aux côtés de surfeurs expérimentés.
En 2020, l'artiste installe un dispositif inédit sur le bateau de Thomas Ruyant pour le Vendée Globe. Chaque matin sur France Info, Molécule se fait l'écho de cette course, illustrant son propos de sons en binaural envoyés par Thomas Ruyant depuis le large. Pour cela, il a posé 16 micros et 13 caméras à bord du monocoque LinkedOut du skipper. Son but : capter in situ l'intensité de la course pour réaliser son premier film. Il en composera aussi la bande originale, à partir de la matière sonore enregistrée.

Il revient sur cette expérience dans Pioche! :
« J’ai toujours eu, dans ma démarche, l’idée de me confronter à la puissance des éléments. Peut-être par recherche d’une autorité que je n’ai pas eue. J’aime comme la nature pose ses limites, ses conditions, et nous remet à notre place d’être humain sur Terre et dans l’univers.»
Il est hélitreuillé en mai 2021 pour une résidence artistique sur le phare de Tévennec.
En 2022, il collabore avec The Absolute Company Creation et utilise sur scène un dispositif captant son activité cérébrale pour la transformer en musique.
En 2023, l'Orchestre National de Lille a joué Quantique, la première symphonie de Molécule, pendant le Lille Piano(s) Festival.

## Discographie

### Albums
- 2006 : In Dub V1.0
- 2006 : Part of you
- 2009 : Climax
- 2010 : Besides
- 2012 : Script
- 2013 : Script 002
- 2015 : 60° 43' Nord
- 2018 : -22.7°C
- 2019 : -22.7°C Au delà du silence, bande son du documentaire
- 2020: Nazaré - Ed Banger
- 2021 : Tévennec
- 2023 : RE-201

### EPs
- 2006 : In Dub V1.1
- 2008 : Workshop - Mille Feuilles
- 2012 : Orage - Mille Feuilles
- 2012 : Virages
- 2013 : Leitmotiv
- 2013 : Harvard Oppression- Mille Feuilles
- 2016 : 981mb- Because Music
- 2020 : Nazaré

### Singles
- 2014 : Minotaure
- 2019 : Big Mama

### Remixes
•  Serge Gainsbourg - Ballade de Melody Nelson (Molecule Remix)
•  Grand Blanc - Evidence (Molecule Remix) 
•  Santigold - L.E.S Artists (Molecule Remix) 
•  Acid Washed - Hello Universe (Molecule Remix)
•  Oxmo Puccino - 365 jours (Molecule Remix)
•  Leroy - Hey Yo (Molecule Remix)
•  Locked Groove - Digital World (Molecule Remix)
•  Manu Chao - Politik Kills (Molecule Remix)
•  Bibi Tanga and The Selenites - Talking Nigga (Molecule Remix)
•  We are enfants terribles (Molecule Remix)
•  Cassius - Ibifornia (Molecule Remix)
•  Tour Maubourg - L'invitation au voyage (Molecule Remix)
•  Yan Wagner - Blacker (Molecule Remix)
•  Teenage Bad Girl - Buried Feeling (Molecule Remix)
•  Bachar Mar-Khalifé - Jnoun ! (Molecule Remix)
•  Dominique Dalcan Feat Souad Massi - Loin de ma terre (Molecule Remix)
•  Regina Demina - Pyromane (Molecule Remix)

## Filmographie/Documentaires
• Tempête de sons, Thalassa - 2014 documentaire sur le processus de création de 60°43'Nord
• -22.7°C, au delà du silence, Philharmonie de Paris, Philharmonie de Paris - 2018 documentaire sur le processus de création de -22.7°C
• Sounds Of Surfing - 2020 - Canal + - 2020 documentaire sur le processus de création de Nazaré
• 29 173 NM - 2021 dispositif filmique sur le Vendée Globe
• Chasseur de sons, Thalassa - 2022 documentaire sur le processus de création dans le phare de Tévénnec

## Live/Performances/Créations
• CollusionS avec le chorégraphe Sylvain Groud - 2012 création Danse au 104
- LIVE 60°43' Nord - 2015 live A/V 360° - 35 dates
• Variations avec Vanessa Wagner - 2018 librement inspirés par Claude Debussy - date unique
- Cercle - 2018 performance dans un igloo (Arc Film Festival) - date unique
- LIVE -22.7°C - 2019 tour show A/V 360° - 50 dates
- Pandora - 2019 live qui provoque des états de conscience modifiée - 10 dates
- L'imaginaire des oiseaux en hommage à Pierre Henry - 2019 création live Philharmonie de Paris - date unique
- Live ambient Yves Klein - 2019 Centre Pompidou improvisations ambient sur le monochrome Klein - date unique
- Adolescents avec le chorégraphe Sylvain Groud et Françoise Pétrovitch - 2020  spectacle Danse avec le ballet du Nord
- Acousmatic 360° - 2021 tournée dans le noir en son spatialisé (Concert à la Cigale - 15 dates)
- Hommage à Pierre Henry - 2021 - BNF création spéciale en résonance à l'oeuvre de Pierre Henry
• -22.7°C full dôme Dubai Al Wasl- 2023 world guinness: concert spatialisé dans le plus grand dôme immersif - date unique
- LIVE RE-201 - 2024 tournée A/V - 30 dates dont L'Olympia, Paris

## VR/XR (videos 360°, VR)
• -22.7°C VR - 2019 expérience en réalité virtuelle réalisée par Jan Kounen
• -22.7°C Dôme - 2022 production Dirty Monitor / S.A.T Canada

## Livres (textes/photos)
• 60°43'Nord 336 pages  - 2014 carnet de bord des 34 jours passés en mer
• -22.7°C 200 pages - 2017 pensées et silences de l'expédition au Groenland

## ART PLASTIQUE (oeuvres/photos/textes/audios)
• Constellations Sonores, Galerie Conil, Tanger, Maroc - 2019 exposition de dessins